# Genomes OnLine Database
A Genomes OnLine Database (GOLD) internetes forrás a genom- és metagenom-szekvenálási projektekről és metaadataikról szóló információkhoz.. 2011-től a GOLD-ot a Joint Genome Institute működteti.
A GOLD 1997-ben jött létre, első változata 350 szekvenáló projektet tartalmazott, ebből 48 teljesen szekvenáltat közzétett analízisekkel. 1999-től a GOLD növekedési adatai több folyóiratban is megjelennek, és a statisztikai oldalon is megtekinthetők a különböző projektekről szóló információk.
A GOLD v.5 2014. május 28-án jelent meg. 2024. február 27-én a GOLD 60 705 tanulmányról, 204 269 biomintáról, 551 851 szekvenáló projektről, 409 940 analitikai projektről tartalmazott információt összesen 506 278 különböző fajról.

## Működés

### Szoftver
A GOLD API a Spring Boot 2.0-t használja a felhasználóbarát webszolgáltatásokhoz, a kódhossz csökkentéséhez. Az adathozzáférési réteg a Spring Data JPA-val és a Hibernate ORM-mal valósult meg. A MIxS-csomagok a MIxS 6.0-nak megfelelően jelennek meg, az ökoszisztéma-besorolási oldal, bár hasonlít az Environmental Ontology (ENVO) és az Earth Microbiome Project Ontology (EMPO) besorolási rendszereihez, több különbség is van köztük az egyszerűség és az adaptálhatóság terén: a GOLD fogalmai nem kimerítőek, nem tartalmaznak minden lehetséges utat adott környezetből, csak egy véges listát az adott minták környezeti jellemzőinek megfelelően.

### Ökoszisztémák
A biomintákhoz és élőlényekhez 5 szintes ökoszisztéma-hozzárendelés történik. Az első szint az ökoszisztéma besorolása (környezeti, mesterséges, gazdaasszociált), a második a kategória (például: vízi, épített környezet, soklábúak), a harmadik a típus (például: tengeri, város, integumentáris rendszer), a negyedik az altípus (például: óceáni, metró, kutikula), végül az adott ökoszisztéma következik (például: afotikus zóna, fémfelület, prothorax).:3. ábra

## Történet
A GOLD 1997-ben jött létre egy egyszerű számítógépen, első változata 350 genomprojekt adatait tartalmazta, ebből 48 teljes projekt volt analízisekkel.
1999-től a GOLD növekedési, fejlődési adatai több folyóiratban is megjelennek, a statisztikai oldalon részletesebb adatok is megjelennek.
A GOLD v.5 2014. május 28-án jelent meg. 2015. augusztus 5-én a GOLD 67 879 genomszekvenáló projekt adatait tartalmazta, ebből 7210 teljes volt.
A GOLD-ban és más adatbázisokban (például a GenBankben és az EMBL-ben) lévő adatok összehasonlításának könnyítése érdekében a GOLD támogatja a Genomszabványok Biológiai Laboratóriuma által ajánlott minimális információs szabvány metaadat-specifikációit, ezen belül a MIxS-t (Minimum Information about any (x) Sequence). A GOLD ezenkívül lehetővé teszi a genomok vagy metagenomok jelölését a DOE JGI Integrált Mikrobiális Genomrendszerrel, és összeköttetésben áll a BioMed Central Standards in Genomic Sciences folyóirattal, lehetővé téve a metagenomadatok közlését.
A GOLD v.9 2022 augusztusában jelent meg. 2022 augusztusában 54 052 tanulmányt tartalmazott, és a szekvenáló és analitikai projektek száma is jelentősen nőtt – ekkor 485 203 szekvenáló projektet tartalmazott, ebből 308 000 izolált genom- és transzkriptomprojekt. Ezek 67%-a baktériumok, 28%-a eukarióták, 4,2%-a vírusok, 0,8%-a archeák szekvenálása volt, ezenkívül 149 642 metagenom- és 27 560 metatranszkriptom-projekt volt. A GOLD v.9 ezenkívül 368 875 analitikai projektet is tartalmazott. Ezek mintegy 42%-a az IMG-be lett küldve, és rendelkezik IMG-taxon-OID-dal. 61,5%-uk egyes genomokra, 38%-uk metagenomokra és metatranszkriptomokra vonatkozik, 0,5% összetett analitikai projekt. 174 363 biomintát tartalmazott, ebből 43% környezeti, 47% gazdaasszociált, 9% tervezett ökoszisztémákból származik. Az adatbázis 468 058 fajt tartalmaz, 21%-kal többet, mint a GOLD v.8-ban, nagyrészt több mint 30 000 faj és metaadataik BacDive-ból történő importálása miatt.

## Fordítás
Ez a szócikk részben vagy egészben  a   Genomes OnLine Database című angol Wikipédia-szócikk ezen változatának fordításán alapul.  Az eredeti cikk szerkesztőit annak laptörténete sorolja fel. Ez a jelzés csupán a megfogalmazás eredetét és a szerzői jogokat jelzi, nem szolgál a cikkben szereplő információk forrásmegjelöléseként.